# Абел Брага
Абел Брага (порт. Abel Braga; нар. 1 вересня 1952, Ріо-де-Жанейро) — бразильський футболіст, що грав на позиції захисника. По завершенні ігрової кар'єри — тренер. Найбільших результатів досягнув, тренуючи «Інтернасьйонал», вигравши з ним Кубок Лібертадорес та клубний чемпіонат світу З 2020 року очолює тренерський штаб команди «Васко да Гама».

## Клубна кар'єра
Народився 1 вересня 1952 року в місті Ріо-де-Жанейро. Вихованець футбольної школи клубу «Флуміненсе». Дорослу футбольну кар'єру розпочав 1971 року в основній команді того ж клубу, вигравши з командою того ж року чемпіонат штату Ріо-де-Жанейро, повторюючи це досягнення у 1973, 1975 і 1976 роках. Також у 1973 році пограв недовго в оренді за «Фігейренсе».
Після цього Абел перейшов у «Васко да Гама», вигравши з командою ще один титул чемпіона штату у 1977 році. Того ж року пограв в оренді в американському клубі «Лас-Вегас Квіксілверс», виступаючи з легендарним Еусебіу.
1979 року став гравцем французького «Парі Сен-Жермена», де провів два сезони, після чого повернувся на батьківщину і виступав за клуби «Крузейру» та «Ботафогу».
Завершив професійну ігрову кар'єру у нижчоліговому клубі «Гойтаказ», де виступав протягом 1984—1985 років.

## Виступи за збірну
19 квітня 1978 року зіграв свіє перший і єдиний офіційний матч у складі національної збірної Бразилії проти Англії. Влітку того ж року у складі збірної був учасником чемпіонату світу 1978 року в Аргентині, на якому команда здобула бронзові нагороди.

## Кар'єра тренера
Розпочав тренерську кар'єру у «Гойтаказі», де завершував кар'єру гравця. Після цього молодий спеціаліст вирушив закордон і очолив португальське «Ріу-Аве», але швидко повернувся на батьківщину і тренував «Ботафогу», «Санта-Круж» та «Інтернасьйонал». З останньою командою Брага став фіналістом чемпіонату Бразилії 1988 року, програвши «Байї» (1:2, 0:0), а наступного року дійшов до півфіналу Кубка Лібертадорес, програвши там парагвайській «Олімпії» в серії пенальті.
1989 року Абел знову вирушив до Португалії щоб очолити «Фамалікан», який був в другому дивізіоні. У свій перший рік в клубі Абел зміг повернути його в вищий дивізіон, а у наступному зумів зберегти йому прописку в еліті, завершивши змагання на 18 місці. По ходу третього сезону 1991/92 Абел перейшов на роботу в інший місцевий клуб «Белененсеш», що грав у другому дивізіоні. Його Абел також зміг повернути до еліти, а в другому сезоні 1992/93 привів його до високого 7-го місця у вищому дивізіоні чемпіонату. Втім і в цьому клубі по ходу третього сезону бразильський фахівець покинув команду, змінивши її на «Віторію» (Сетубал), закінчивши сезон в якій на 8 місці. По його завершенні Абел знову вирушив до Бразилії і за наступні п'ять років встиг змінити низку місцевих клубів, виграючи з «Атлетіку Паранаенсе» та «Корітібою» чемпіонат штату Парана, а з «Васко да Гамою» виграв Кубок Гуанабара у 2000 році.
У липні 2000 року став головним тренером «Марселя», але у Франції себе не проявив і повернувшись у 2001 році до Бразилії, він вдруге тренував «Атлетіко Мінейру» і «Ботафогу», покинувши останній через слабкий склад клубу. Також у 2002 році він знову тренував «Атлетіку Паранаенсе».
У 2003 році Абел очолив «Понте-Прету» із завданням врятувати команду від вильоту з Серії А. Фінальна позиція була не дуже хороша (21-е місце), але мета була досягнута, і наприкінці року він залишив клуб з виконаним завданням.
У 2004 році Абел став головним тренером «Фламенго», з яким виграв Кубок Гуанабара і чемпіонат штату Ріо-де-Жанейро, але найбільше запам'ятався місцевим вболівальникам через сенсаційну поразку у фіналі Кубка Бразилії 2004 року він «Санту-Андре», хоча вирішальний матч відбувся в Ріо-де-Жанейро, на домашній арені «Фламенго» «Маракані». Після гри Абел заявив, що це була найбільша поразка в його кар'єрі.
У 2005 році, після півроку відпочинку від футболу, Абел повернувся до клубу, де розпочав свою кар'єру футболіста і обійняв посаду тренера «Флуміненсе». З цією командою він теж став чемпіоном штату Ріо-де-Жанейро і вийшов у фінал Кубка Бразилії, але знову був переможений клубом з Сан-Паулу, цього разу «Паулістою». На відміну від ради директорів «Фламенго», яка звільнила Абела після поразки у фіналі, керівники «Флуміненсе» залишили тренера на посаді на чемпіонат Бразилії із завданням кваліфікувати команду в Кубок Лібертадорес. Абелу майже вдалося досягти цієї мети, закінчивши на 5 місці, лише на одну позицію нижче зони Кубка Лібертадорес. У Південноамериканському кубку того року йому вдалося дійти з «Флуміненсе» до чвертьфіналу.
На початку 2006 року Абел втретє за кар'єру очолив «Інтернасьйонал» і цей прихід став його найбільш успішним в кар'єрі. Втім початок був невдалим — його клуб програв титул чемпіона штату Ріу-Гранді-ду-Сул клубу «Греміо», але Абель залишився на посаді і привів «Інтернасьйонал» до його першого в історії титулу володаря Кубка Лібертадорес, здолавши у фіналі «Сан-Паулу». Цей тріумф гарантував команді потрапляння на клубний чемпіонат світу 2006 року у грудні того ж року. Абел виграв з командою і цей трофей, обігравши у фіналі зіркову «Барселону», ведену його зірковим співвітчизником Роналдінью і зробив «Інтернасьйонал» найсильнішою командою світу 2006 року, за що IFFHS оцінив його, назвавши шостим найкращим клубним тренером року.
Подовживши контракт ще на один рік, Абел продовжив працювати з командою, але результати стали набагато гіршими. У чемпіонаті штату команда не пройшла першу фазу, а в Кубку Лібертадорес не дійшла навіть до 1/8 фіналу, через що Авел був звільнений з посади. Надалі тренер заявив, що він має пропозиції з-за кордону, проте після відмови від пропозицій «Крузейро» і «Атлетіко Мінейро», а також клубів з Франції та Об'єднаних Арабських Еміратів, він врешті-решт повернувся до «Інтернасьйонала» всього через чотири місяці після звільнення. Після повернення Абел виграв з командою чемпіонат штату Ріу-Гранді-ду-Сул 2008 року, але лише через кілька тижнів після завоювання Абел покинув клуб, щоб очолити «Аль-Джазіру». У клубі з Об'єднаних Арабських Еміратів він виграв Кубок Президента та місцевий чемпіонат, через що отримав запрошення очолити місцеву збірну, але вирішив повернутись на батьківщину, щоб очолити «Флуміненсе».
Незважаючи на невеликий час до завершення сезону, він зумів закінчити рік на третьому місці і кваліфікуватись до Кубка Лібертадорес, а у 2012 році він привів «Флуміненсе» до перемоги в чемпіонаті Бразилії і був визнаний найкращим тренером ліги. Втім наступний сезон виявився вкрай невдалим і 29 липня 2013 року, після п'яти поспіль програшів у Серії А 2013 року, коли клуб перебував у зоні вильоту, Брага був звільнений з посади.
13 грудня 2013 року знову призначений головним тренером «Інтернасьйонала». З командою він знову виграв чемпіонат штату Ріу-Гранді-ду-Сул, а 27 серпня досяг рубежу в 300 ігор на чолі клубу, втім у грудні 2014 року, незважаючи на кваліфікацію з командою до Кубка Лібертадорес, не продовжив контракт і залишив клуб, ставши третім тренером в історії клубу за кількістю проведених матчів на чолі команди — 328 матчів.
У 2015 році він повернувся до «Аль-Джазіри», але був звільнений 12 грудня після низки поганих результатів.
1 грудня 2016 року призначений головним тренером «Флуміненсе» на сезон 2017, вигравши з командою чемпіонат штату у 2017 році, за що був визнаний найкращим тренером турніру. 16 червня 2018 року залишив «Флуміненсе» за власним бажанням.
2019 року працював на чолі тренерського штабу команди «Фламенго». Наступного року утретє в кар'єрі очолив «Васко да Гама».

## Титули і досягнення
- Бронзовий призер чемпіонату світу: 1978

### Як гравця
«Флуміненсе»
- Чемпіон штату Ріо-де-Жанейро: 1971, 1973, 1975, 1976

«Васко да Гама»
- Чемпіон штату Ріо-де-Жанейро: 1977

### Як тренера
«Атлетіку Паранаенсе»
- Чемпіон штату Парана: 1998

«Корітіба»
- Чемпіон штату Парана: 1999

«Фламенго»
- Чемпіон штату Ріо-де-Жанейро: 2004

«Флуміненсе»
- Чемпіон штату Ріо-де-Жанейро: 2005, 2012, 2017
- Чемпіон Бразилії: 2012

«Інтернасьйонал»
- Володар Кубка Лібертадорес: 2006
- Клубний чемпіон світу: 2006
- Чемпіон штату Ріу-Гранді-ду-Сул: 2008, 2014

«Аль-Джазіра»
- Чемпіон ОАЕ: 2010–11
- Володар Кубка ОАЕ: 2009–10
- Володар Кубка Президента ОАЕ: 2010–11

## Особисте життя
29 липня 2017 року 18-річний син Браги, Жоао Педро, помер після падіння з балкона квартири сім'ї в Леблоні, престижному районі Ріо-де-Жанейро. Абел був поінформований про смерть свого сина під час останньої підготовки до матчу його команди «Флуміненсе» проти «Понте-Прети», що мав відбутись наступного дня. Втім «Понте Прета» погодилася на прохання «Флуміненсе» відкласти матч, який був перенесений за рішенням CBF.